# Греческое судоходство

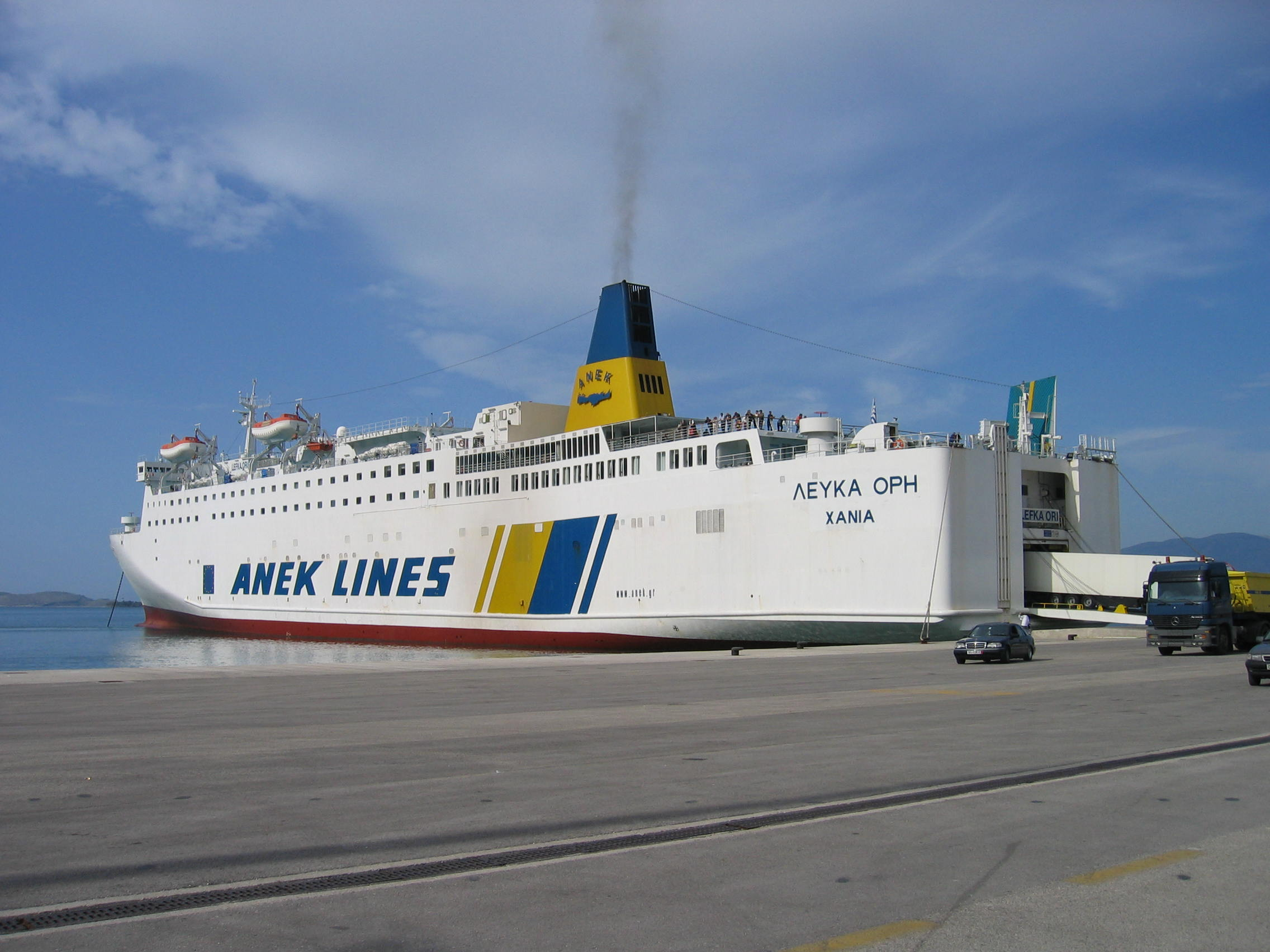
Теплоход «Лефка Ори» компании ANEK lines

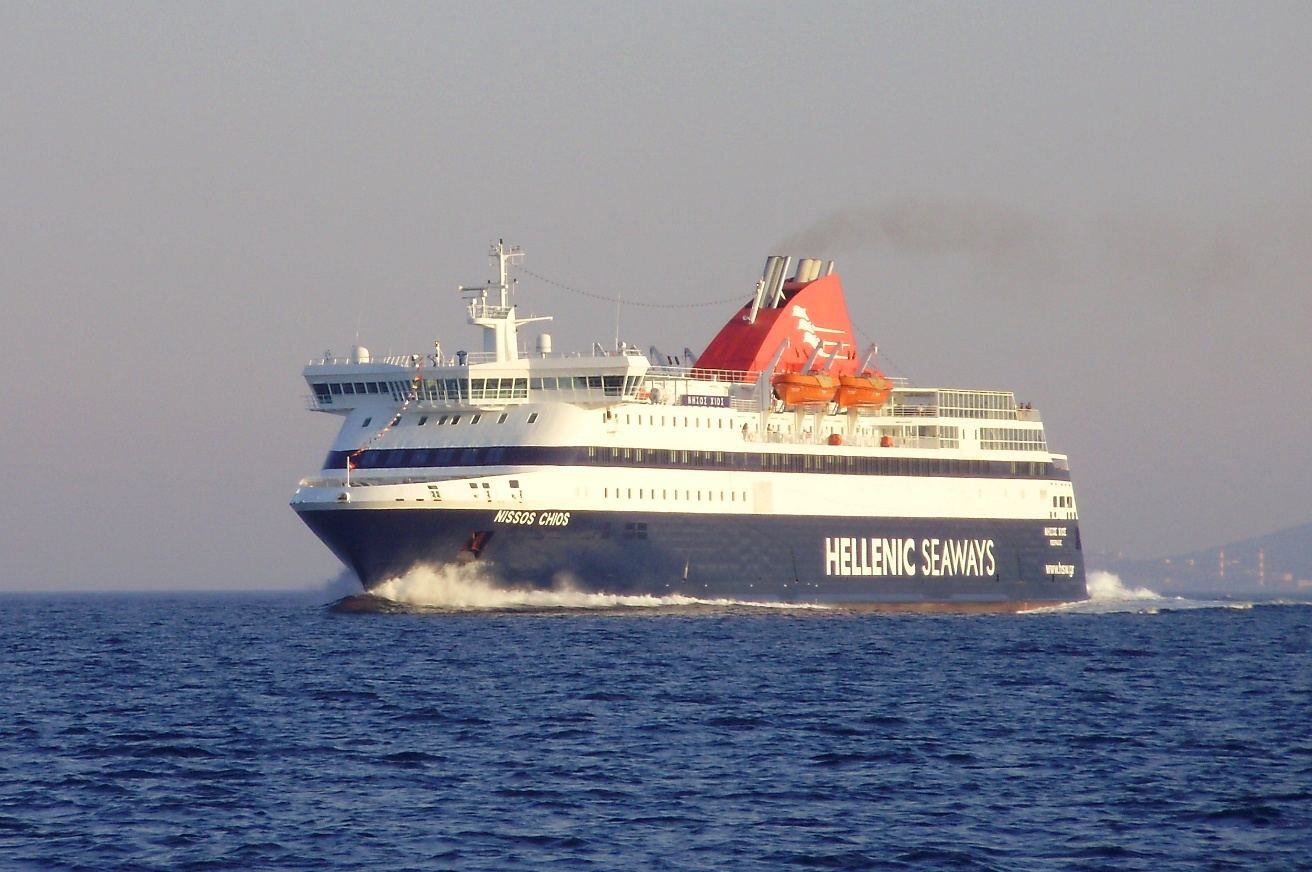
Теплоход «Ниссос Хиос» компании Hellenic Seaways

Греческое судоходство предназначено для внешнеэкономических связей государства. Лишь в некоторых странах, таких как Россия, США, Китай, Канада, Турция, Франция, морской транспорт осуществляет межрайонные внутренние перевозки. Этот транспорт перевозит более 80 % внешнеторговых грузов. Это самый дешёвый вид транспорта, потому что эксплуатация морской путей не требует значительных затрат на содержание сети, как в других видах транспорта. Современные морские суда способны перевозить грузы любых размеров и веса.
Торговый флот — совокупность судов страны вместе с их личным составом, занятых коммерческой деятельностью. Многочисленные и разнообразные суда торгового флота различаются по типу и назначению. К торговому флоту — в широком смысле этого слова — относятся не только суда и состав, но и многочисленные береговые службы: органы оперативного управления, ремонтные и бункеровочные предприятия, агентства морского страхования и многое другое, кроме верфей, доков, причалов и складов. Все современные морские суда имеют национальный статус, символом которого служит тот флаг, развевается над каждым судном. В противном случае судна используют, так называемый, удобный флаг.
По данным Греческой статистической службы, как следствие экономического кризиса, в первом квартале 2010 года пассажирские перевозки в греческих портах выросли всего на 0,7 % по сравнению с соответствующим периодом 2009 года. Вместе с тем, грузопоток в греческих портах снизился на 12,4 % в первые три месяца 2010 года, после снижения на 6,6 % за аналогичный период прошлого года.

## История

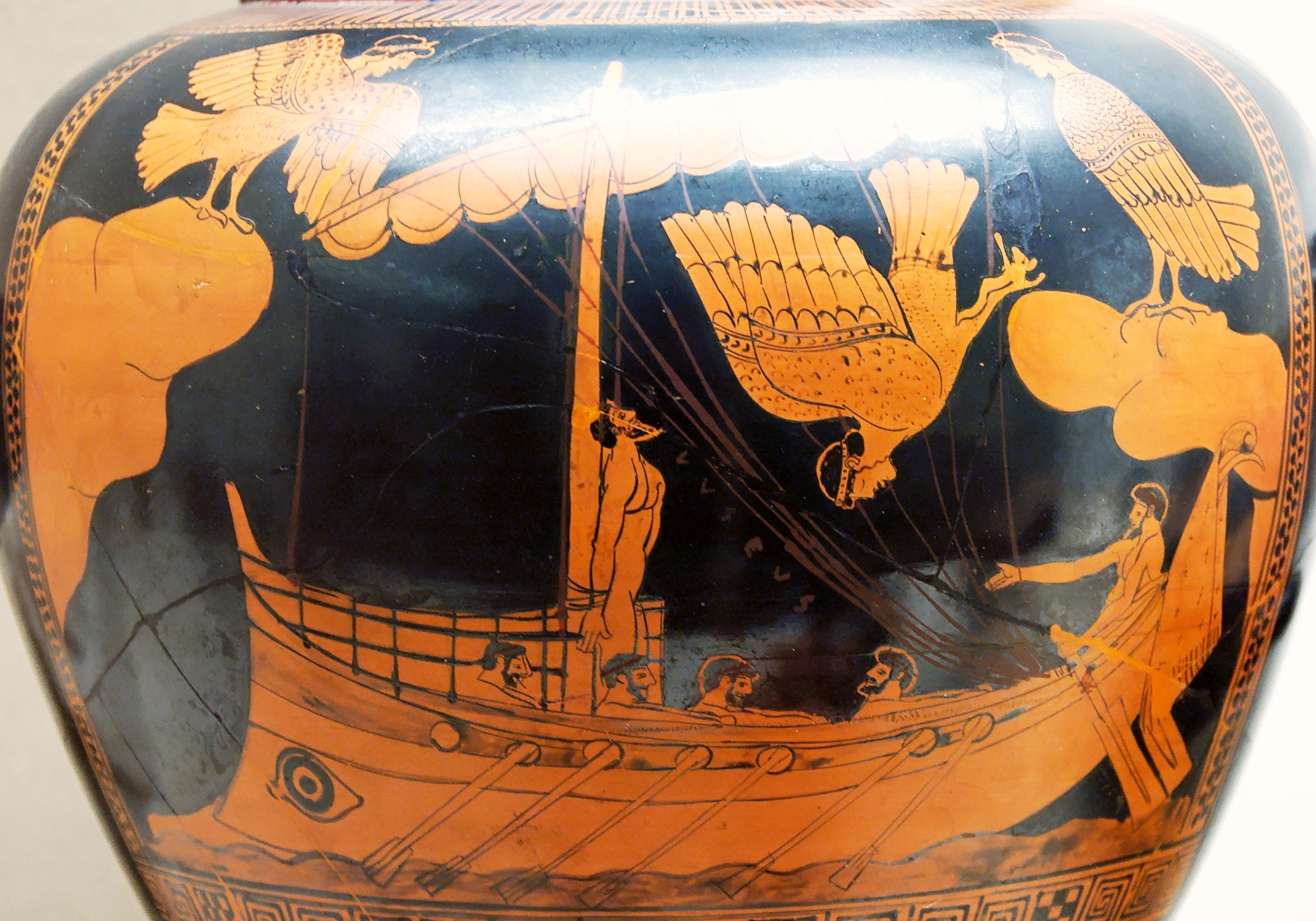
Изображение античного греческого судна: Одиссей и Сирены. Стамнос, 480—470 годы до н. э

Греческую цивилизацию с полной ответственностью можно назвать морской. Причём важно подчеркнуть, что такой характер она приобрела не в результате исторического развития, а с самого начала своей истории. В крито-микенской эпохе закладывался фундамент будущей эллинской цивилизации. В полной мере это можно сказать и в отношении морского дела: критяне контролировали всё Эгейское море (см. Минойская талассократия). В эпоху архаики искусство античного кораблестроения достигло своей высшей точки с изобретением триеры, но нужно иметь в виду, что этому предшествовал длительный период развития морского дела в Эгейском регионе, который, начавшись ещё в III тысячелетии до н. э, подготовил основу для эволюции греческого судостроения дальнейшем.

Морской флаг Королевства Греции (1863—1924 годы; 1935—1970 гг.)

Уже развитие морского дела в культуре Кикладских островов достиг таких размеров, что появились первые в Европе изображения кораблей. Имеется в виду изображение судов на так называемых «кикладских сковородках», которые датируются серединой III тысячелетия до н. н. э. Они дают нам возможность получить представление о начальном этапе эволюции античного кораблестроения. Корабли кикладян представляли собой довольно длинные лодки с высокой кормой, возвышенным носом и с тараном в его выступающей части.
В VIII—VI веках до н. э. приобретает жизненно важное значение кораблестроение. Крупных военных флотов в Греции до тех пор не было, поскольку морских войн греки ещё не вели, а для ведения торговли, создания многочисленных колоний в различных областях Средиземноморья и Причерноморья требуется значительный пассажирский и торговый флот. Если в гомеровский период греческие общины жили довольно изолированно и замкнуто, то в VIII—VI веках до н. э. устанавливаются интенсивные связи между различными полисами, расположенными чаще всего в отдалённых областях Средиземноморья, например в Сицилии или в Причерноморье, с городами Эгейского бассейна. В системе этих активных отношений большую роль играла торговля, обмен различными товарами и сырьём. В захваченные колонии везли вино, оливковое масло, расписную керамику, металлические изделия, оружие, а получали в обмен металлы, лес, кожу, хлеб, рабов.
Впрочем, торговая буржуазия в новогреческий период от 1870 года до Первой мировой войны преуспевала. Об этом свидетельствует рост водоизмещения греческого торгового флота с 250 тысяч т в 1875 до 500 тысяч т в 1911 году и свыше 1 млн т в 1915. Расширение судоходства было действительно необходимо, учитывая ограниченные возможности сельского хозяйства и быстрый рост населения страны.

## Современное состояние
Греческие судовладельцы кроме греческого в основном используют «удобные флаги», такие как панамский, либерийский, кипрский и тд. Последние имеют большое количество приписанных к своему флоту иностранных судов благодаря низким транспортным налогам, дешёвой рабочей силе, обслуживающей суда, и незначительным требованиям к технике безопасности и условиям труда транспортного персонала.
Греческим судовладельцам принадлежит более 3500 судов различного типа. По состоянию на 2010 год греческие судовладельцы владеют 25 % всего мирового флота. Для сравнения, по состоянию на 2001 год они владели 17,4 % мирового флота. Греки контролируют 22,3 % мирового флота танкеров, 18,1 % грузовых судов, 9,4 % химического транспорта, 4,5 % контейнерных судов, а также 6,7 % судов. Продолжается качественное улучшение и обновление греческого торгового флота, средний возраст судов которого не превышает 11,9 лет.
По оценочным данным на 2000 год, торговый флот Греции составляет 780 судов (водоизмещением 1000 тонн и более) общим водоизмещением 25 564 988 брутто-регистровых тонн / 44 761 916 длинных тонн полной грузоподъёмности сухогруза — 272, грузовые суда — 55, танкеры для перевозки химикатов — 22, комбинированные сухогрузы — 5, комбинированные суда, перевозящий руду и нефть — 6, контейнеровозы — 51, танкеры для перевозки сжиженного газа — 5, многофункциональные большегрузные суда — 1, пассажирские суда — 14, грузопассажирские суда — 2, нефтяные танкеры — 255, суда- рефрижераторы — 3, паромы — 20, каботажные пассажирские суда — 63, специализированные танкеры — 5, грузовые суда для перевозки транспорта — 1.
Торговый флот обеспечивает примерно 20 % ВВП Греции, будучи крупнейшей отраслью экономики страны.
Согласно аудиторской проверке компании Clarksons Shipbrokers на апрель 2014 года, торговый флот Греции составляет 4894 кораблей (291 735 318 длинных тонн и 168 922 455 брутто-регистровых тонн), что по суммарному тоннажу вывело Грецию на первое место в мире: 1217 танкеров (118 621 414 длинных тонн и 64.347 957 брутто-регистровых тонн), 1878 балкеров (145 484 209 длинных тонн и 78 843 115 брутто-регистровых тонн), 62 газовоза (5 395 499 длинных тонн и 6 400 927 брутто-регистровых тонн).

## Каботажное судоходство

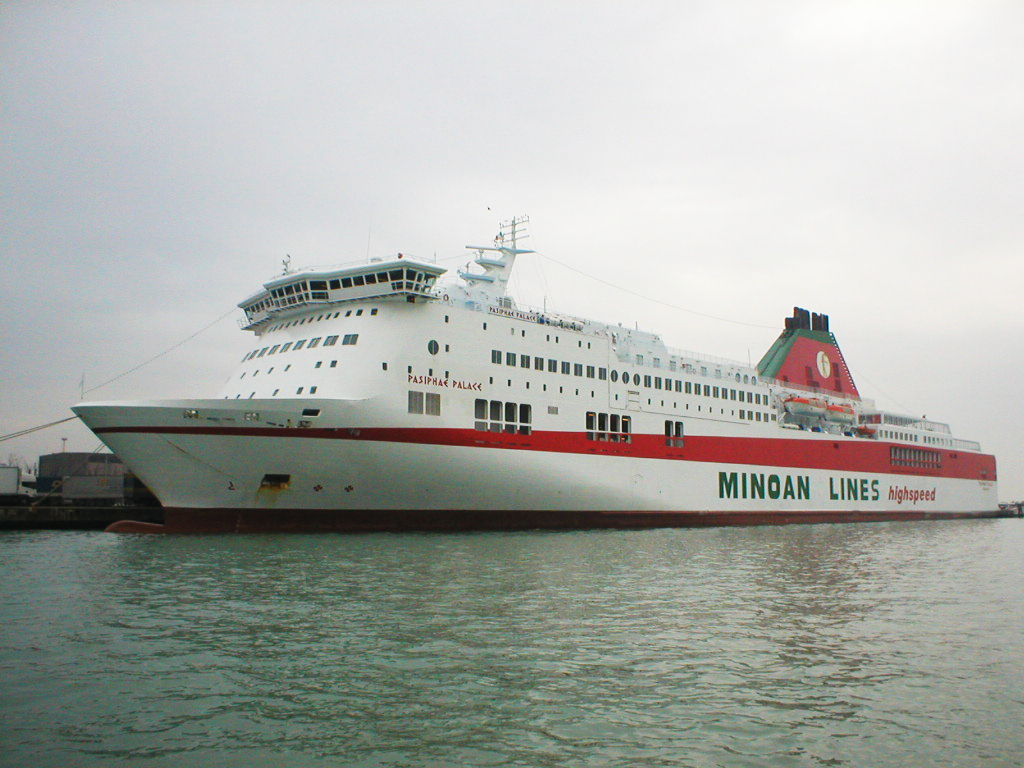
Греческий пассажирский паром компании Minoan Lines

Греческое каботажное судоходство — наиболее значимое в Европе. Порт Пирей — крупнейший пассажирский порт в Европе, а также третий в мире. Греческие суда перевозят пассажиров и грузы из континентальной Греции на Греческие острова, а также пересекают Адриатическое море, курсируя между Грецией и Италией. В настоящее время в Греции действует около 30 предприятий, занимающихся каботажным судоходством. В их использовании находится более 120 кораблей, включая высокоскоростные паромы, катамараны и быстроходные катера.

## Важнейшие города-порты Греции

Афины и порт Пирей в древности были соединены так. наз. «длинными стенами»

| - Александруполис - Антирио - Аргостолион - Волос (город) - Воница - Эретрия - Закинф - Коринф - Корфу - Игуменица - Ираклион - Каламата - Кавала - Лаврион | - Месолонгион - Митилини - Навпакт - Патры - Пирей - Превеза - Ретимно - Родос - Рио - Самос (город) - Санторини - Салоники - Хиос - Ханья |